# Byron Vásquez
Byron Vásquez (* 16. Mai 2000 in San Miguel), mit vollständigen Namen Byron Gustavo Andrés Vásquez Maragaño, ist ein chilenischer Fußballspieler.

## Karriere
Byron Vásquez erlernte das Fußballspielen in der Schulmannschaft der Aomori Yamada High School im japanischen Aomori. Seinen ersten Vertrag unterschrieb er am 1. Februar 2019 beim Regionalligisten Iwaki FC in Iwaki. 2019 stieg er mit dem Verein in die vierte Liga auf. Von Ende Februar 2020 bis Ende Oktober 2020 wurde er nach Chile zum CD Universidad Católica ausgeliehen. Der Verein aus der Hauptstadt Santiago de Chile spielte in der ersten chilenischen Liga. Hier kam er jedoch nicht zum Einsatz. Nach der Ausleihe kehrte er nach Japan zurück. 2021 wurde er mit Iwaki Meister der vierten Liga und stieg in die dritte Liga auf. Nach dem Aufstieg und 24 Ligaspielen für Iwaki wechselte er im Januar 2022 zum Zweitligisten Tokyo Verdy. Sein Zweitligadebüt für den Verein aus der Präfektur Tokio gab er am 27. Februar 2022 (2. Spieltag) im Heimspiel gegen den Tochigi SC. Hier wurde er in der 81. Minute für Taiga Ishiura eingewechselt. Verdy gewann das Spiel 3:0. Nach 50 Zweitligaspielen, in denen er sechs Treffer erzielte, wechselte er Mitte Juli 2023 zum ebenfalls in der zweiten Liga spielenden FC Machida Zelvia. Am Ende der Saison 2023 feierte er mit Machida die Zweitligameisterschaft sowie den Aufstieg in die erste Liga.

## Erfolge
Iwaki FC
- Tohoku Soccer League Division 1: 2019  ▲
- Japanischer Viertligameister: 2021  ▲

FC Machida Zelvia
- Japanischer Zweitligameister: 2023  ▲